# Брюэй, Стефан
Стефан Брюэй (фр. Stéphane Bruey: 1 декабря 1932, Шампиньи-сюр-Марн — 31 августа 2005) — французский футболист, играл на позиции нападающего.

## Клубная карьера
Во взрослом футболе дебютировал в 1950 году выступлениями за команду клуба «Расинг» (Париж), в которой провел один сезон, приняв участие в 17 матчах чемпионата.
Впоследствии с 1951 по 1953 год играл в составе команд «Руана» и парижского «Расинга».
Своей игрой за последнюю команду привлек внимание представителей тренерского штаба клуба «Монако», к составу которого присоединился в 1953 году. Сыграл за команду из Монако следующие четыре сезона своей игровой карьеры. Большинство времени, проведенного в составе «Монако», был основным игроком атакующего звена команды.
В течение 1957—1964 годов защищал цвета клуба «Анже».
Завершил профессиональную игровую карьеру в клубе «Лион», за который выступал на протяжении 1964—1966 годов.
Умер 31 августа 2005 года на 73-м году жизни.

## Выступления за сборную
В 1957 году дебютировал в официальных матчах в составе национальной сборной Франции. В течение карьеры в национальной команде, которая длилась 6 лет, провел в форме главной команды страны 4 матча, забив 1 гол.
В составе сборной был участником чемпионата мира 1958 года в Швеции, на котором команда завоевала бронзовые награды.